# Rhum du domaine de Bellevue
Le rhum du domaine de Bellevue est un rhum agricole produit à Capesterre-de-Marie-Galante sur l'île de Marie-Galante en Guadeloupe.
Le Rhum du domaine de Bellevue est produit par la S.A des Rhumeries Agricoles de Bellevue dirigée par Hubert Damoiseau. Acquise récemment par le Groupe Bardinet, la distillerie a été entièrement construite avec du matériel performant, tout en respectant, à 100%, les exigences actuelles de préservation de l'environnement. Elle est à ce jour l'unique domaine écopositif au monde: sa consommation d'énergie est totalement compensée par la production d'énergie renouvelable grâce à l'installation de panneaux solaires.

## Histoire
En 1821, Bellevue était d'abord une sucrerie qui se transforma en distillerie en 1910 totalisant environ 150 hectares. Elle passe entre de nombreuses mains avant le rachat par la famille Godefroy en 1924. Elle est dirigée par Gabriel Godefroy puis son fils Albert. 
Le vieil alambic laisse place à une colonne créole pendant l'entre-deux-guerres, ce qui permet d'augmenter la production à 39 000 litres de rhum en 1940, faisant de Bellevue la plus importante distillerie de l'île. Après la guerre, Albert Godefroy reste le seul à embouteiller son rhum sur Marie-Galante, il produit et distribue son rhum "MAGALDA" et ce jusqu'à la rénovation des distilleries Poisson et Bielle. 
En 2001, la distillerie est vendue a la Martiniquaise/Bardinet, le plus grand producteur de l'île est aujourd'hui dirigée par Hubert Damoiseau, petit neveu d'Albert Godefroy.

## Production
Devant son moulin à vent restauré, le seul tournant encore aux Antilles, Bellevue est le premier domaine écopositif de la Caraïbe, niché au cœur du plus grand domaine cannier de Marie-Galante, Bellevue se distingue par une production d'excellence,100 % non-polluante, reconnue comme l'unité la plus moderne des Antilles françaises. L'alliage parfait de la tradition et de la modernité. 
Elle est équipée de 4 moulins, 18 cuves de fermentation en acier inoxydable et 2 colonnes de distillation créoles.
Bellevue reçoit aussi bien des charrettes à bœufs de une tonne de cannes coupé à la main, que des chariots de cannes coupée à la machine de plus de 20 tonnes, la distillerie broie environ 12 000 tonnes de cannes. Une fois les cannes broyées, le jus de canne va fermenter pendant 40 heures pour donner en fin de fermentation le vin qui titre 5 à 6% d'alcool, il sera ensuite distillé en colonne créole où il sortira à 77% environ. Il sera par la suite réduit progressivement à son degré de commercialisation.
Les deux colonnes de distillation sont chauffés à l'aide d'une chaudière alimenté par la bagasse.
La plantation produit du rhum agricole blanc à 50° ou 59°, des rhums vieux V.O. (3 ans) VSOP (4 ans) et des hors d'âges de 6 ans et 10 ans en quantité limité ainsi que des punchs de différents parfums, allant du traditionnel punch coco au célèbre "pété bwaguet".  
Le rhum Bellevue est régulièrement médaillé au concours général agricole pour la qualité de sa production.